# La recuperación de San Juan de Puerto Rico
La recuperación de San Juan de Puerto Rico o Recuperación de la isla de Puerto Rico es un lienzo de Eugenio Cajés originalmente en el Salón de Reinos del palacio del Buen Retiro, y actualmente expuesto en el Museo del Prado en Madrid.

## Introducción
De las doce victorias militares conmemoradas en el Salón de Reinos, cinco son del año 1625, considerado el annus mirabilis del reinado de Felipe IV. Eugenio Cajés se encargó de dos cuadros de batallas: el presente lienzo — que conmemoraba un hecho de 1625— y La expulsión de los holandeses de la isla de San Martín por el marqués de Cadreita, desaparecido desde la Guerra de la Independencia. Este último lienzo, según Nicolás de la Cruz, estaba firmado y fechado en 1634. Seguramente Cajés —que murió el 15 de diciembre de 1634— no llegó a pintar totalmente ninguno de los dos lienzos, dejando al menos uno de ellos sin terminar. El 1 de marzo de 1635, Antonio Puga declaró que había trabajado con Cajés en los cuadros del Salón de Reinos y Luis Fernández recibió 800 reales el 14 de abril de 1635, por haber terminado un lienzo empezado por Cajés. Según Angulo y Pérez Sánchez, seguramente Puga trabajó en los paisajes de ambos lienzos, acabando Fernández el primer plano de uno de ellos.

## Tema de la obra
Entre septiembre y octubre de 1625, la Bahía de San Juan en Puerto Rico, fue atacada por una flota de diecisiete barcos de la Compañía Holandesa de las Indias Occidentales mandada por el general Balduino Enrique —Boudewijn Hendrickszoon—. Las tropas holandesas desembarcaron en la bahía el 25 de septiembre, ocupando el espacio comprendido entre la ciudad y el castillo de San Felipe del Morro, defendido por el gobernador don Juan de Haro y Sanvítores. El sitio de la plaza —batida desde la torre del Cañuelo y el alto "del Calvario"— duró 28 días, negándose por dos veces Juan de Haro a la rendición, y siendo incendiada la ciudad por los holandeses. El 22 de octubre, una salida de la guarnición española, al mando del capitán don Juan de Amézqueta, obligó a los holandeses a abandonar el puerto, finalizando su ocupación de la isla el 3 de noviembre.

## Análisis de la obra

### Datos técnicos y registrales
- Madrid, Museo del Prado, n º. de catálogo P000653;[5]
- Pintura al óleo sobre lienzo;
- Dimensiones: 290 x 344 cm;
- Fecha de realización: 1634-1635;
- No está firmado ni fechado.
- Consta con el n º. 254 en el catálogo del Salón de Reinos de 1701.[6]

### Descripción de la obra
La composición de esta pintura no tiene paralelo en la producción de Cajés, estando resuelta a la manera de las de Vicente Carducho. El pintor coloca en primer término a dos generales —Juan de Haro y Juan de Amézqueta— conversando entre sí. Tras suyo, las tropas españolas empujan a los holandeses hacia el mar, donde unas barcazas los conducen hacia sus galeones, uno de los cuales enarbola la bardera tricolor de los Países Bajos. Tal vez este galeón sea el que quedó encallado, según las crónicas de la batalla. En la parte central aparece una ciudad amurallada y, a la derecha, un caserío incendiado por los holandeses. Curiosamente, la panorámica representada es bastante parecida al paisaje real.

## Procedencia
1. Colección Real (Palacio del Buen Retiro, Madrid, 1701, n º 254;
2. Buen Retiro, 1794, n º. 525);.
3. Expolio napoleónico en España;
4. Musée Napoleón; (Museo del Louvre);
5. Devuelto de Francia el 10 de junio de 1816;
6. Entró en el Museo del Prado en 1827.[5]